# Loewia erecta
Loewia erecta är en tvåvingeart som beskrevs av Bergström 2007. Loewia erecta ingår i släktet Loewia, och familjen parasitflugor. Arten är reproducerande i Sverige.